# IC 4808
IC 4808 — галактика типу Sc (компактна спіральна галактика) у сузір'ї Південна Корона.
Цей об'єкт міститься в оригінальній редакції індексного каталогу.